# Lionel Liottel
 Robert Gustave Édouard Liottel, född 23 september 1885 i Romilly-sur-Seine, död 23 april 1968 i Druye, var en fransk fäktare.
Liottel blev olympisk guldmedaljör i värja vid sommarspelen 1924 i Paris.